# Gomphus abbreviatus
Gomphus abbreviatus är en trollsländeart som beskrevs av Hagen in Selys 1878. Gomphus abbreviatus ingår i släktet Gomphus och familjen flodtrollsländor. IUCN kategoriserar arten globalt som livskraftig. Inga underarter finns listade i Catalogue of Life.